# Арапски хрт - слуги
Арапски хрт - слуги (енг. Sloughi) је северноафрички пас. Мароко се у ФЦИ наводи као носилац стандарда, али је пасмина потекла са простора данашњег Марока, Либије, Туниса и Алжира, у северном сахарском региону Магреба. Слуги је интелигентан, независан и радознао. Ефикасан је ловац, добар чувар куће и стоке, а пошто је веома привржен господару, браниће га од опасности.

## Основно
- Мужјак
  - Висина од 66 до 72 cm
  - Тежина од 22 до 28
- Женка
  - Висина од 61 до 68 cm
  - Тежина од 16 до 23

## Историја
Поред имена слуги, пас је познат и као арапски хрт што је неисправно јер су домороци, номадски Бербери ову пасмину развили много пре доласка Арапа. Локално, овај пас је познат као слуги магреби, што значи "хрт Магреба".
Само најмоћнији људи су, као нпр. краљеви, могли поседовати ову пасмину, те је много труда уложено да ова раса остане чистокрвна. Власник женке би далеко путовао само да нађе правог пара за њу. Првобитно су постојале две врсте слугија: већи, планински слуги и мањи, пустињски слуги. У западним државама се ова разлика не уочава јер је дошло до међусобног мешања.
Првобитно се сматрало да је ова пасмина у блиском роду са салукијем. Међутим, ДНК тестирање је показало да су ове две расе само даљи род. Најближи сродника слугија је азавак, који припада Берберским племенима јужне Сахаре. Ипак, ове две пасмине су толико дуго биле раздвојене да постоје јасне разлике у усклађености и нарави.

## Карактеристике пса

### Нарав
Интелигентан, независан и радознао. Као ефикасан ловац, кориштен је за лов на пустињске зечеве, газеле, лисице и шакале. Користи се и за чување куће и стоке. Ова раса је узгајана за пустињске и полу-пустињске услове у Магребу. Веома су мирни и тихи унутар просторије, а више воле да се извале на мекан тепих и ћебад, често на леђа. Странце дочекују са резервом и опрезом, док пријатеље дочекују са ентузијазмом. Добро се слаже са децом и другим животињама ако је одрасла са њима. Додуше, пошто су ово ловачки пси са израженим инстинктом са лов, треба бити опрезан када је пас напољу са малим животињама, јер оне могу покренути његов ловачки инстинкт. Реагују на фер и нежне методе дресуре, а не подносе наребдени тон. Премда је племенит и поносан, веома је привржен господару и брани га од опасности.

### Општи изглед
Слуги је мишићав пас средње величине, издужене дугачке црне или тамно смеђе њушке, крупних бадемастих очију, обешене уши. Длака је веома кратка, густа и фина, а боја иде од светле боје песка до црвенкасто смеђе, црне са разнобојним мрљама и ознакама. Има дубока прса, избочене кукове, а делује високоного.

## Нега и здравље
Пошто му је длака кратка, глатка и фина не захтева пуно одржавања. Недељно четкање меканом четком одржаће длаку глатком. Уши треба редовно проверавати и чистити по потреби. Нокте сећи када је то неопходно, јер предуги нокти псу стварају нелагодност. Иако је тих и миран у кући, слуги је прилично активна раса. Потребна му је довољно вежбе, по могућности истрчавање у ограђеном простору. Псећи спортови као што је трка за механичким мамцем могу психички и физички активирати ову расу у којој ће много уживати.
Ова раса је генерално веома здрава, те се све своди на превентивне прегледе као што је проверавање ушију, прање зуба, контрола паразита.
Животни век је од 10 до 15 година.